# 프랭키 (가수)
니콜 프란신 아이엘로(영어: Nicole Francine Aiello, 1983년 6월 9일 ~ )는 프랭키(영어: Frankee)라는 무대 이름으로 잘 알려진 미국의 모델, 알앤비 가수이다. 그녀는 이먼의 "Fuck It (I Don't Want You Back)" 응답곡인 2004년 싱글 "F.U.R.B. (Fuck You Right Back)"로 주로 유명하다.